# Dicyphus pallicornis

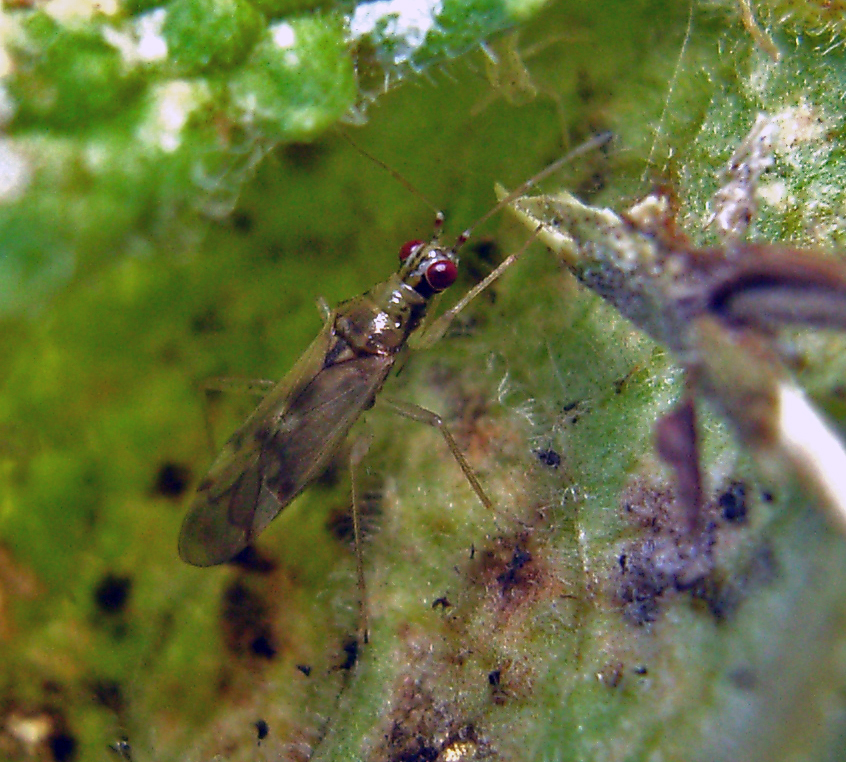
Dicyphus pallicornis, hellere Form

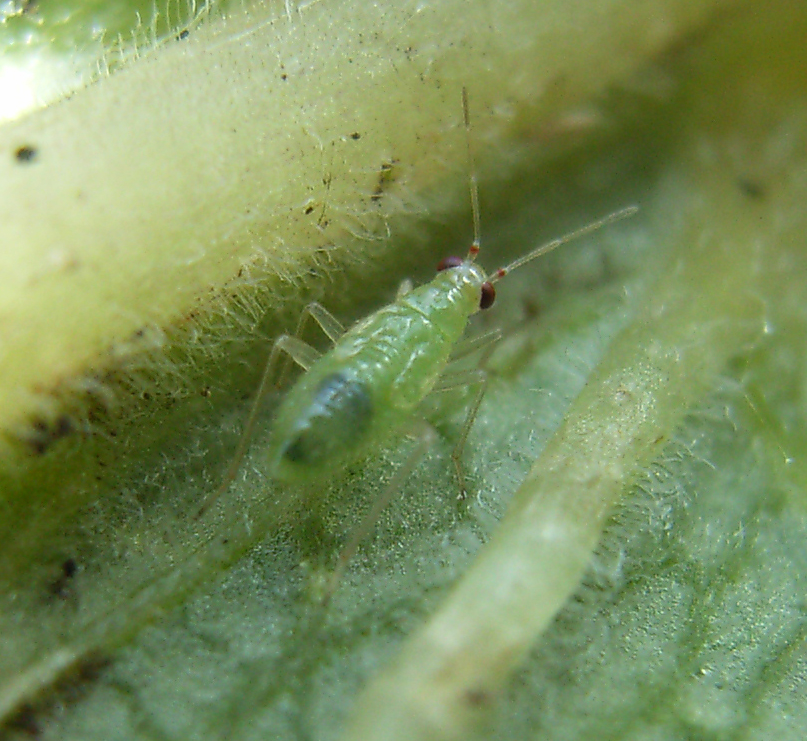
Dicyphus pallicornis, Larve

Dicyphus pallicornis, auch Hellfühlerige Zweibuckelweichwanze genannt, gehört zur Familie der Weich- oder Blindwanzen (Miridae). Die Art ist in ihrer Lebensweise eng an Roten Fingerhut (Digitalis purpurea) gebunden.

## Verbreitung und Lebensräume
Dicyphus pallicornis ist von Südskandinavien über West- und Mitteleuropa bis in den westlichen Mittelmeerraum und Nordafrika verbreitet. Die Art wurde nach Nordamerika eingeschleppt. Ihre ursprüngliche Verbreitung entspricht dem natürlichen Verbreitungsgebiet ihrer Nahrungspflanze, dem Roten Fingerhut, welcher vorwiegend auf Waldlichtungen, an Waldrändern und -wegen wächst. Die Wanze hat sich mit kultivierten und verwilderten Pflanzen des Fingerhutes weit darüber hinaus ausgebreitet und ist heute häufig in Gärten und in Ruderalfluren zu finden.

## Merkmale
Die Insekten erreichen Körperlängen zwischen 2,6 und 4 Millimetern (kurzflügelig) oder 3,5 bis 4,1 Millimetern (langflügelig). Ihre Körperoberseite, die Beine und Fühler sind sehr fein behaart. Die Körperfärbung ist anfangs grünlich und geht mit zunehmendem Alter in graugelb und graubraun, zuweilen mattschwarz über. Die Tiere sind im Körperumriss länglich-oval. Der helle Kopf ist deutlich abgesetzt. Er trägt zwei große Facettenaugen und zwei dunkle Längsbinden auf der Stirn (Frons). Im vorderen Teil des Halsschildes (Pronotum) befinden sich zwei deutliche Wülste. Unmittelbar dahinter ist eine Querrinne ausgebildet, die bis an den Seitenrand reicht und ein Unterscheidungsmerkmal zu anderen Gattungen der Weichwanzen bildet.

## Lebensweise
Die Wanze lebt ausschließlich monophag an Rotem Fingerhut. Sie besaugt sowohl die Blätter und Stängel, als auch Teile der Blütenstände. Die erwachsenen Tiere (Imagines) und die Larven halten sich überwiegend versteckt an den Blattunterseiten auf. Die Tiere überwintern im Erwachsenenstadium. Ab Ende April legen die Weibchen ihre Eier an den Blättern der Grundrosetten ab. Ab Mai erscheinen die blassgrünen Larven. Die Art bildet ein bis zwei Generationen im Jahr. In wärmebegünstigten Lagen, wenn zwei Generationen gebildet werden können, kann es zu einer Überlappung der Erscheinungszeiten mit ganzjährig vorhandenen Imagines sowie Larven von Mai bis Oktober kommen. Die erwachsenen Tiere sind auch an Wintertagen aktiv und an den Blattunterseiten der Rosetten zu beobachten, seltener auch ältere Larven.